# Municipio de Ararat
El municipio de Ararat (en inglés: Ararat Township) es un municipio ubicado en el condado de Susquehanna en el estado estadounidense de Pensilvania. En el año 2000 tenía una población de 531 habitantes y una densidad poblacional de 10 personas por km².

## Geografía
El municipio de Ararat se encuentra ubicado en las coordenadas 41°50′00″N 75°31′59″O / 41.83333, -75.53306.

## Demografía
Según la Oficina del Censo en 2000 los ingresos medios por hogar en la localidad eran de $30,278 y los ingresos medios por familia eran $34,063. Los hombres tenían unos ingresos medios de $36,429 frente a los $21,875 para las mujeres. La renta per cápita para la localidad era de $14,793. Alrededor del 22,5% de la población estaban por debajo del umbral de pobreza.